# Let Me Die in My Footsteps
«Let Me Die in My Footsteps» es una canción del músico estadounidense Bob Dylan en febrero de 1962. La canción fue seleccionada para incluir en el álbum The Freewheelin' Bob Dylan, pero fue finalmente reemplazada por «A Hard Rain's a-Gonna Fall». Dicha versión fue grabada en los Columbia Studios el 25 de abril de 1962, durante la primera sesión de The Freewheelin' , y fue posteriormente publicada en el recopilatorio The Bootleg Series Volumes 1-3 (Rare & Unreleased) 1961-1991 en marzo de 1991.
Una versión posterior, grabada como demo para la compañía editorial M. Witmark & Sons en diciembre de 1962, fue publicada en The Bootleg Series Vol. 9: The Witmark Demos: 1962–1964 en octubre de 2010. Sin embargo, la canción fue originalmente publicada en septiembre de 1963 en The Broadside Ballads, Vol. 1, un álbum de canciones folk recopilado por los músicos Pete Seeger y Sis Cunningham, editores de la revista Broadside. Dicha versión fue grabada el 24 de enero de 1964, con Dylan tocando como Blind Boy Grunt y respaldado por su amigo Happy Traum.

## Historia
En el libreto que acompaña a The Bootleg Series Volumes 1-3, Todd Harvey escribió que «Let Me Die in My Footsteps» no tenía un precedente melódico claro y sugiere que puede ser la primera canción en la que Dylan creó una melodía original. Sin embargo, Dylan reveló más tarde el origen de la canción en el libro Chronicles: Volume One, donde indicó que está basada en una vieja balada de Roy Acuff. Según Dylan, la canción está inspirada en la construcción de refugios nucleares, una práctica muy extendida en los Estados Unidos durante la guerra fría.
En 1963, Dylan dio la siguiente explicación de cómo llegó a escribir la canción al crítico Nat Hentoff, que escribió las notas de The Freewheelin' Bob Dylan: «Yo estaba pasando por un pueblo y estaban haciendo este refugio antiaéreo en las afuras de la ciudad, uno de ese tipo de cosas como de coliseo y había obreros y todo eso. Estuve ahí durante una hora, solo para mirando cómo construían, y escribí la canción en mi cabeza entonces, pero la llevé conmigo durante dos años hasta que al final la escribí. Mientras observaba la construcción, me pareció gracioso que se concentraran tanto en la excavación de un agujero cuando había tantas otras cosas que hacer en la vida. Si no, podían mirar al cielo, y caminar y vivir un poco, en lugar de hacer esta cosa inmoral».